# تشکر مخاطبان
تشکر مخاطبان یا تشکر مخاطبین (فرانسوی: Vue de remerciements au Public‎) یک فیلم صامت کوتاه فرانسوی به کارگردانی ژرژ ملی‌یس است که در سال ۱۹۰۰ ساخته شد. در این فیلم سیاه و سفید هفت زن از ملیت‌های مختلف به زبان خود می‌گویند سپاسگزارم.
این فیلم، یک فیلم گمشده است.